# Douze fois par an
Albums de 
Jeanne Cherhal
Jeanne Cherhal
(2002) L'Eau
(2006)
Douze fois par an est le 2e album studio de Jeanne Cherhal, après un album 6 titres édité par Madame Suzie et un album live. Cet album obtient le Grand Prix Charles Cros et est nommé aux Victoires de la musique 2005 dans la catégorie « Album Révélation », ainsi qu'au prix Constantin. Le violoncelliste Vincent Ségal y participe et l'arrange[source insuffisante].

## Liste des titres
Paroles et musiques de Jeanne Cherhal.
| No  | Titre                                            | Durée |
| --- | ------------------------------------------------ | ----- |
| 1.  | Un couple normal                                 | 4:44  |
| 2.  | Les Photos de mariage                            | 3:13  |
| 3.  | Ça sent le sapin                                 | 2:33  |
| 4.  | Douze fois par an                                | 2:31  |
| 5.  | Le Petit Voisin                                  | 3:00  |
| 6.  | Sad Love Song                                    | 3:57  |
| 7.  | Super 8                                          | 3:36  |
| 8.  | Parfait inconnu                                  | 3:26  |
| 9.  | La Station                                       | 6:57  |
| 10. | Rural                                            | 1:31  |
| 11. | Les Chiens de faïence                            | 3:15  |
| 12. | Je voudrais dormir (en duo avec Jacques Higelin) | 2:07  |